# ديبورا بريا هنري
ديبورا بريا هنري (ولدت في 21 يوليو 1985) عرفت أيضا باسم بريا إيمانويل، مضيفة تلفزيونية وعارضة أزياء ماليزية من أصل هندية وايرلندية حاملة لقب مسابقة ملكة جمال سابقة والتي توجت به عن مسابقة ملكة جمال ماليزيا 2007, ملكة جمال كون ماليزيا 2011، دخلت من ضمن أفضل 15 في مسابقة ملكة جمال العالم 2007.

## روابط خارجية
- Fugee School
- Her commercial for Chinese soap
- ديبورا بريا هنري على إنستغرام